# Material Love
Material Love (Materialists) è un film del 2025 scritto e diretto da Celine Song.

## Trama
Lucy, ambiziosa matchmaker di New York, aiuta i suoi clienti a sposare l’amore della loro vita. Dopo aver celebrato il nono matrimonio della sua carriera, Lucy conosce Harry, ricco, bello, gentile, praticamente l’uomo dei sogni. La stessa sera, però rincontra John, il suo ex fidanzato, il rapporto col quale è terminato tra i rimpianti e le recriminazioni. Mentre Harry cerca di convincere Lucy ad uscire a cena o almeno a bere qualcosa, lei non può fare a meno di sentirsi attratta dal suo passato, per quanto imperfetto.

## Produzione
Materialists, scritto e diretto da Celine Song, è stato annunciato nel febbraio 2024, con i produttori Christine Vachon e Pamela Koffler di Killer Films e David Hinojosa di 2AM.
Dakota Johnson, Chris Evans e Pedro Pascal sono stati ingaggiati come protagonisti. Nel maggio 2024, Zoë Winters, Dasha Nekrasova, Louisa Jacobson e Marin Ireland sono stati annunciati come membri del cast.
Le riprese principali sono iniziate il 29 aprile 2024 a New York City e si sono concluse il 6 giugno.
Il direttore della fotografia Shabier Kirchner ha girato il progetto utilizzando pellicole da 35 mm, segnando la sua seconda collaborazione con Song dopo Past Lives (2023).

## Promozione
Il primo trailer del film è stato diffuso online il 18 marzo 2025.

## Distribuzione
Il film è stato distribuito in Australia dall'11 giugno 2025 e in Nord America da A24 dal 13 giugno. A livello internazionale verrà distribuito da Sony Pictures Releasing International.
Nelle sale italiane verrà distribuito da Eagle Pictures dal 4 settembre 2025.

## Accoglienza

### Incassi
Il film ha incassato 36503614 $ in Nord America e 28522825 $ nel resto del mondo, per un totale di 65026439 $.

### Critica
Su Rotten Tomatoes il 79% delle recensioni è positivo, su Metacritic il voto medio è di 69/100.

## Riconoscimenti
- 2025 - Astra Midseason Movie Awards[13]
  - Candidatura come miglior film
  - Candidatura come miglior regia a Celine Song
  - Candidatura come miglior attore a Chris Evans
  - Candidatura come miglior attrice a Dakota Johnson
  - Candidatura come miglior attore non protagonista a Pedro Pascal
  - Candidatura come miglior sceneggiatura